# عودة عائلة يسوع إلى الناصرة

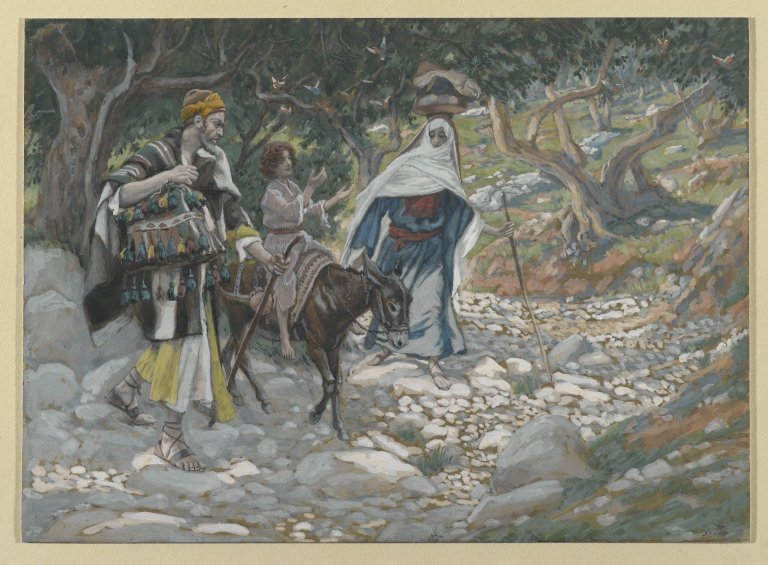
العودة من مصر لجيمس تيسو

يظهر حدث عودة عائلة يسوع إلى الناصرة، المعروف أيضا باسم العودة من مصر، في السرد عن حياة يسوع المبكرة الوارد في الأناجيل القانونية. كلا الإنجيلين اللذان يصفان ميلاد يسوع يتوافقان على أنه ولد في بيت لحم ثم انتقل مع عائلته للعيش في مدينة الناصرة. يصف إنجيل متى ذهاب يوسف النجار ومريم ويسوع إلى مصر هربا من هيرودس الأول ومذبحة الأبرياء في بيت لحم. لا يقول متى أن الناصرة كانت محل الإقامة السابق ليوسف ومريم، ولكن يقول أن يوسف كان يخاف أن يذهب إلى يهودا لأن هيرودس أرخيلاوس كان الحاكم هناك، لذا ذهبت العائلة إلى الناصرة بدلا من ذلك. في إنجيل لوقا، على الجانب الآخر، لا يتم ذكر أي شيء عن الرحلة إلى مصر، بل يقول أن يوسف كان في السابق يعيش في الناصرة، وعاد هناك بعد تقديم يسوع للهيكل.

## العودة من مصر
في وقت ما بعد وفاة هيرودس، عادت العائلة المقدسة من مصر. تضع معظم المنح الدراسية تاريخ وفاة هيرودس حوالي 4 قبل الميلاد.  

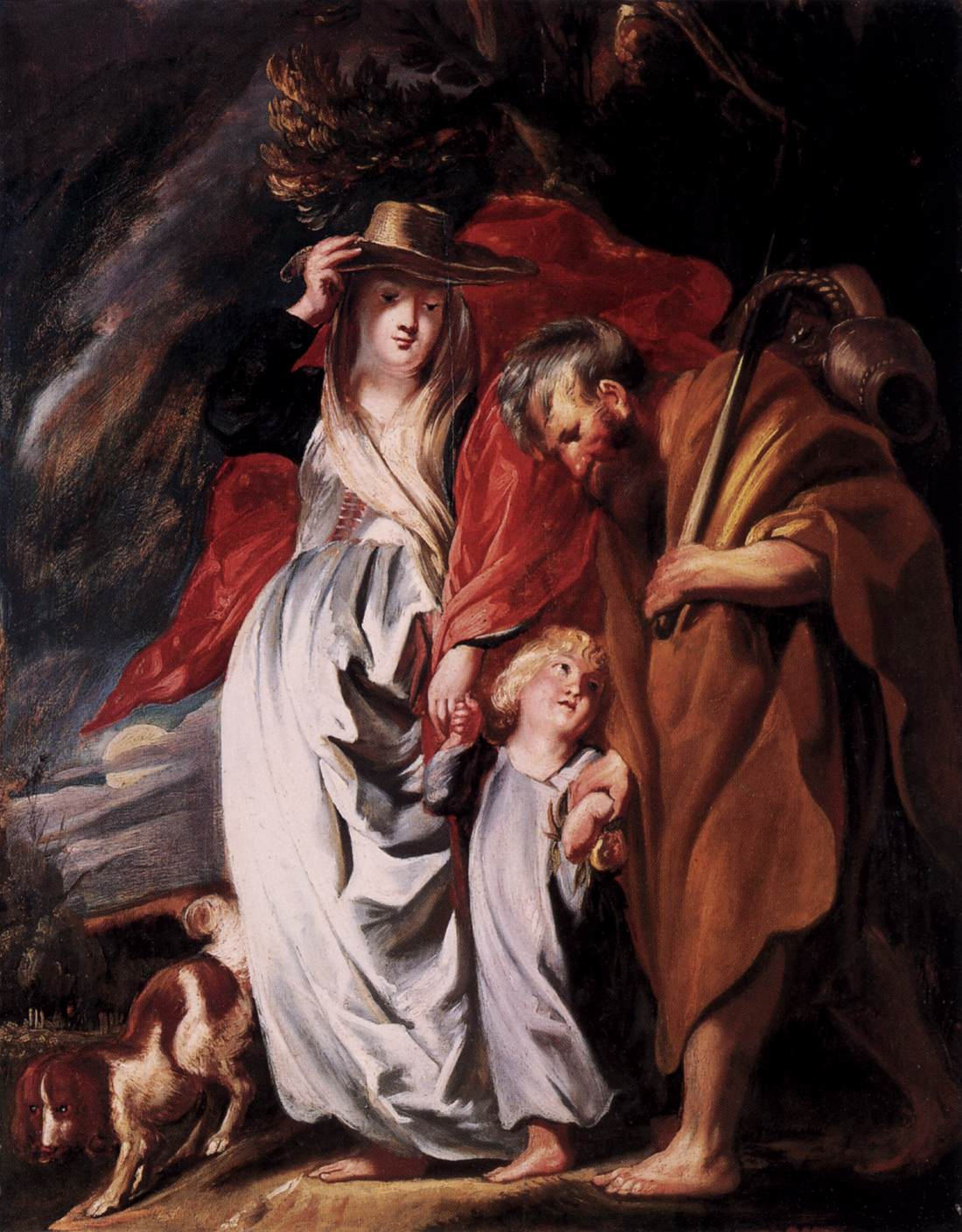
عودة العائلة المقدسة من مصر بقلم ياكوب جوردانس (حوالي سنة 1616)

عندما علموا أن هيرودس أرخيلاوس قد خلف والده في اليهودية، تابعوا طريقهم إلى الجليل. كان أرخيلاوس معروفًا بقسوته واستجابة لشكاوى الجماهير، في عام 6 بعد الميلاد، تم خلعه من قبل أغسطس ونُفي إلى فيين في بلاد الغال. حكم الجليل هيرودس أنتيباس شقيق أرخيلاوس.

## الدلالة

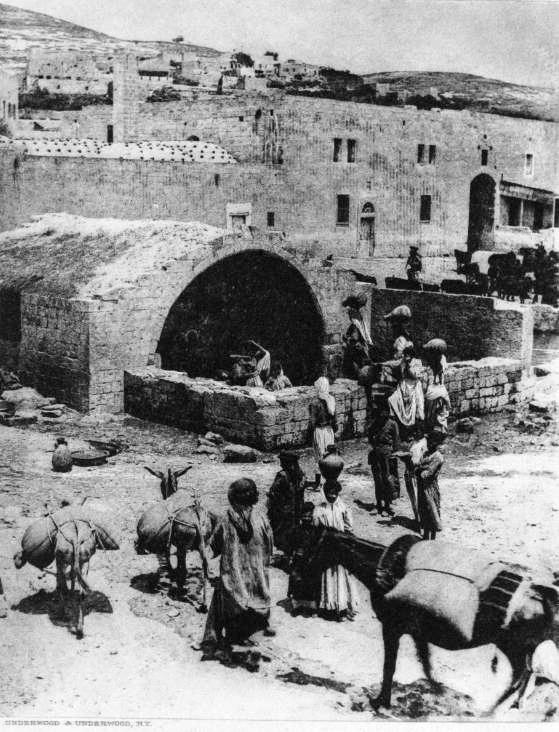
يُدعى "بئر مريم" في الناصرة، 1917.

في متى 2:23، يُقال أن العودة إلى الناصرة هي إتمام للكلمة النبوية "سوف يُدعى ناصريًا". ليس من الواضح أي آية من العهد القديم كان يدور في ذهن متى؛ يقترح العديد من المعلقين أن هذا هو إشعياء 11: 1، حيث يقول " ستخرج طلقات من جذع يسى؛ ومن جذوره سيؤتي غصن ثماره" (NIV): الكلمة العبرية التي تعني "فرع" هي نيزر.

## الفن
لطالما كانت رحلة العودة العائلية من مصر موضوعا للتمثيل الفني.

## تعليق
لاحظ بعض علماء الكتاب المقدس التناقضات في سرد قصة الرحلة. أشار ريموند براون إلى أن السرد «... يتعارض مع بعضه البعض في عدد من التفاصيل.» 